# Domarskäret
Domarskäret, finska: Tuomarinkari, är en ö i Finland. Den ligger i Norra kvarken och i kommunen Vasa i landskapet Österbotten, i den västra delen av landet. Ön ligger nära Vasa och omkring 370 kilometer nordväst om Helsingfors.
Öns area är 62,9 hektar och dess största längd är 1,4 kilometer i nord-sydlig riktning. Ön höjer sig omkring 10 meter över havsytan.